# Burger King Super Smash 2017/18
Der Burger King Super Smash 2017/18 war die 12. Saison der auch als HRV Cup bezeichneten neuseeländischen Twenty20-Cricket-Meisterschaft und wurde vom 12. Dezember 2017 bis zum 20. Januar 2018 ausgetragen. Dabei nahmen die traditionellen First-Class-Teams, die neuseeländische Distrikte repräsentieren, an dem Turnier teil. Im Finale konnten sich die Knights mit 9 Wickets gegen die Central Stags durchsetzen.

## Mannschaften
Am Wettbewerb nahmen die Mannschaften der sechs neuseeländischen nationalen First-Class Teams teil:
| Franchise            | Region                                                                                | Heimstadion     |
| -------------------- | ------------------------------------------------------------------------------------- | --------------- |
| Auckland Aces        | Auckland                                                                              | Eden Park       |
| Canterbury Kings     | Canterbury                                                                            | Hagley Oval     |
| Central Stags        | südliche Distrikte der Nordinsel ohne Wellington und nördliche Distrikte der Südinsel | McLean Park     |
| Knights              | nördliche Distrikte der Nordinsel ohne Aukland                                        | Seddon Park     |
| Otago Volts          | südliche Distrikte der Südinsel                                                       | University Oval |
| Wellington Firebirds | Wellington                                                                            | Basin Reserve   |

## Gruppenphase
Tabelle
| Teams                | Sp. | S | N | NR | P  | RR     |
| -------------------- | --- | - | - | -- | -- | ------ |
| Knights              | 10  | 7 | 2 | 1  | 30 | +0.753 |
| Auckland Aces        | 10  | 5 | 3 | 2  | 24 | +0.195 |
| Central Stags        | 10  | 5 | 4 | 1  | 22 | +1.049 |
| Canterbury Kings     | 10  | 4 | 5 | 1  | 18 | +0.959 |
| Wellington Firebirds | 10  | 3 | 5 | 2  | 16 | −0.280 |
| Otago Volts          | 10  | 2 | 7 | 1  | 10 | −2.699 |

| Qualifikation direkt für das Finale |
| ----------------------------------- |

| Qualifikation für das Halbfinale |
| -------------------------------- |

| 13. Dezember Scorecard | Auckland | Central Districts 192-5 (20)        | – | Auckland Aces 195-5 (18.2) |
|                        |          | Auckland Aces gewinnt mit 5 Wickets |   |                            |

| 14. Dezember Scorecard | Christchurch | Canterbury Kings 217-9 (20)           | – | Otago Volts 83 (11.4) |
|                        |              | Canterbury Kings gewinnt mit 134 Runs |   |                       |

| 15. Dezember Scorecard | Hamilton | Wellington Firebirds 176-5 (20)          | – | Knights 144-7 (20) |
|                        |          | Wellington Firebirds gewinnt mit 32 Runs |   |                    |

| 16. Dezember Scorecard | Mount Maunganui | Knights 214-9 (20)         | – | Auckland Aces 207-6 (20) |
|                        |                 | Knights gewinnt mit 7 Runs |   |                          |

| 17. Dezember Scorecard | Nelson | Central Districts 213-5 (20)     | – | Canterbury Kings 205-6 (20) |
|                        |        | Central Stags gewinnt mit 8 Runs |   |                             |

| 17. Dezember Scorecard | Dunedin | Otago Volts | – | Wellington Firebirds |
|                        |         | No Result   |   |                      |

| 20. Dezember Scorecard | Wellington | Wellington Firebirds 145-6 (20) | – | Knights 144-9 (20) |
|                        |            | Knights gewinnt mit 1 Run       |   |                    |

| 22. Dezember Scorecard | Rangiora | Canterbury Kings 174-5 (20)          | – | Central Districts 157-9 (20) |
|                        |          | Canterbury Kings gewinnt mit 17 Runs |   |                              |

| 23. Dezember Scorecard | Hamilton | Knights 212-8 (20)           | – | Otago Volts 106 (15) |
|                        |          | Knights gewinnt mit 106 Runs |   |                      |

| 24. Dezember Scorecard | Auckland | Wellington Firebirds 206-7 (20)     | – | Auckland Aces 208-8 (20) |
|                        |          | Auckland Aces gewinnt mit 2 Wickets |   |                          |

## Playoffs

### Halbfinale
| 17. Januar Scorecard | Auckland | Central Districts 163-6 (20)      | – | Auckland Aces 127 (17.3) |
|                      |          | Central Stags gewinnt mit 36 Runs |   |                          |

### Finale
| 20. Januar Scorecard | Hamilton | Central Districts 99-8 (20)   | – | Knights 103-1 (8.5) |
|                      |          | Knights gewinnt mit 9 Wickets |   |                     |

1. ↑  Erklärung der Abkürzungen: Sp. = Spiele; S = Siege; N = Niederlagen; U = Unentschieden; NR = No Result; P = Punkte; RR = Run Rate